# Georg Hägemann
Georg Hägemann (* 6. Januar 1844 in Hannover; † 20. September 1892 in Baden-Baden, auch: George Hägemann) war ein deutscher Architekt, Mitglied der Bauhütte zum weißen Blatt und neben Ferdinand Wallbrecht maßgeblich an der Umgestaltung der Innenstadt Hannovers beteiligt.

## Werdegang

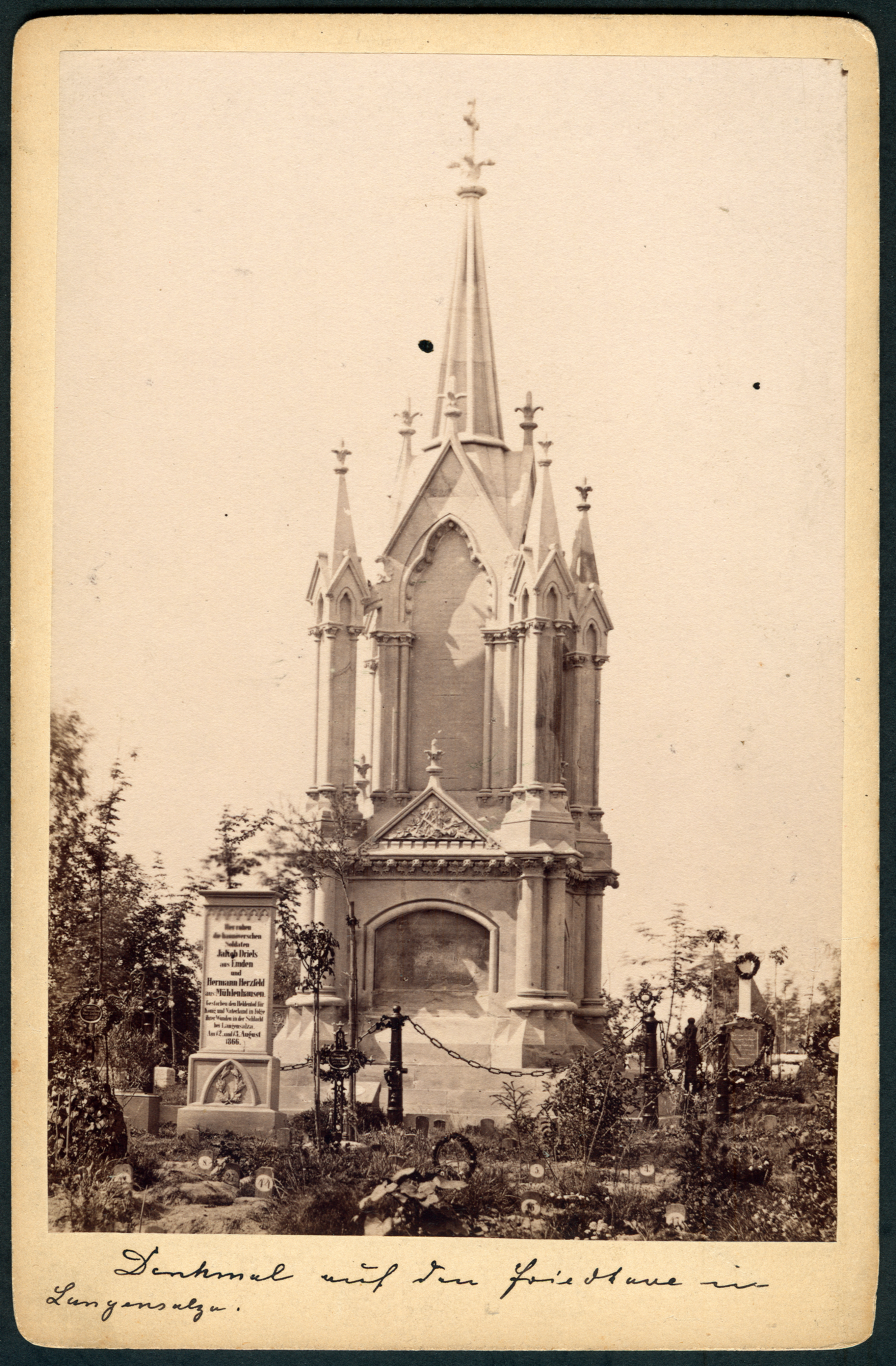
Das nach Hägemanns Plänen errichtete Langensalza-Denkmal im 19. Jahrhundert kurz nach einer Gedenkveranstaltung in Bad Langensalza;
Foto im Kabinettformat von Bregazzi

Nach seinem Studium an der Polytechnischen Schule Hannover 1860–1864 wurde Georg(e) Hägemann zunächst Lehrer an der Baugewerkschule Holzminden, dann in Hannover Zweiter Direktor der Hannoverschen Baugesellschaft. In dieser Funktion war er ab 1879 neben Wallbrecht einer der großen Umgestalter der Innenstadt Hannovers.

## Werk (unvollständig)
Hägemann baute zumeist Wohn- und Geschäftshäuser, oft im neugotischen Stil. Besonders erwähnenswert sind:
- 1866–1868: Langensalza-Denkmal auf dem Friedhof in Bad Langensalza zur Erinnerung an die Schlacht bei Langensalza[1]
- 1883–1887: Palacio Legislativo (Legislatur-Gebäude) in La Plata, Argentinien (gemeinsam mit Gustav Heine)
- 1889–1891: Kinderheilanstalt in Hannover, Ellernstraße
- 1891–1894: Verwaltungsgebäude für die Deutsche Militärdienst-Versicherungsanstalt in Hannover, Rathenaustraße / Landschaftsstraße (gemeinsam mit Wilhelm Hauers, heute zum Gebäudekomplex der Deutsche Bank AG gehörend)